# Spilosmylus monticolus
Spilosmylus monticolus är en insektsart som först beskrevs av Banks 1937.  Spilosmylus monticolus ingår i släktet Spilosmylus och familjen vattenrovsländor. Inga underarter finns listade i Catalogue of Life.